# آداموویتسه، استان سیلسیان
ادامواسی، سیلسیان ویوودشیپ (به لاتین: Adamowice, Silesian Voivodeship) در لهستان است که در استان سیلسیان واقع شده‌است.